# 吴昌龄
吴昌龄（?—?），元代西京（今山西省大同市）人，
生平事迹失考。早年為军屯，延祐年間升任婺源（今屬江西）知州。作雜劇有十二種，現存《東坡夢》、《張天師》二種。《西天取经》仅存曲词二折。有存目者九種。一說作《西遊記》雜劇六卷。